# آناهیت باخشیان
آناهیت نرسسی باخشیان (ارمنی: Անահիտ Ներսեսի Բախշյան؛ انگلیسی: Anahit Bakhshyan؛ زادهٔ ۲۰ سپتامبر ۱۹۴۷) سیاست‌مدار، و فیزیک‌دان اهل ارمنستان است. وی از تاریخ ۲۰۰۷ تا تاریخ ۲۰۱۲ نماینده دوره چهارم مجلس ملی جمهوری ارمنستان بوده است.

## زندگی‌نامه
وی در ۲۰ سپتامبر ۱۹۴۷ ‏در ایروان به دنیا آمد و از دانشگاه دولتی ایروان فارغ‌التحصیل گشت. یوری باخشیان همسر وی در جریان تیراندازی در ساختمان مجلس ملی جمهوری ارمنستان کشته شد وی همچنین برنده جوایزی همچون مدال مخیتار گش شد.